# Les Halles

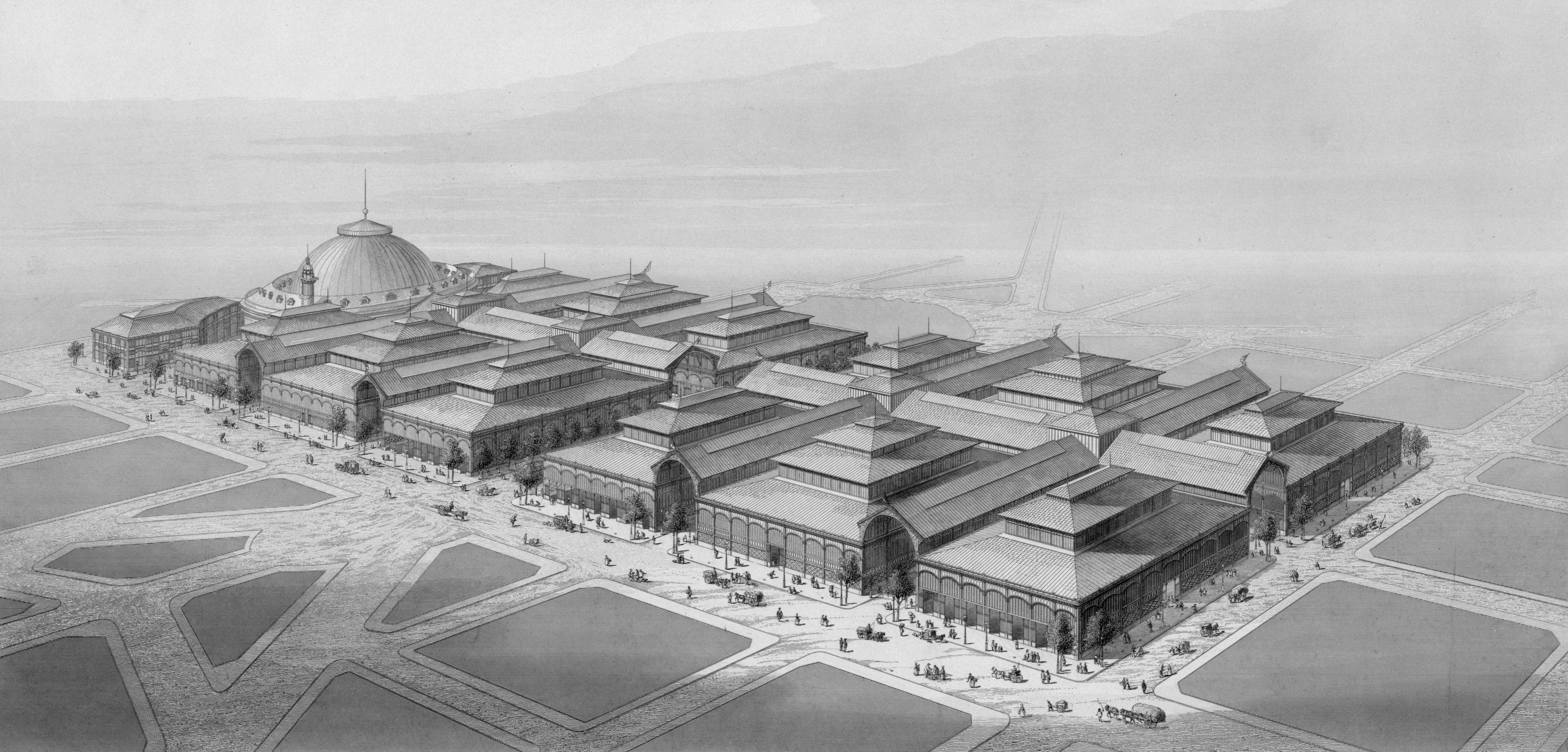
Les Halles Baltarda

Les Halles – kwartał handlowo-rozrywkowy I dzielnicy stolicy Francji, Paryża.
Nazwa Les Halles (wym. fr. [le al]) pochodzi od znajdującego się tu do lat 70. XX w. targowiska, na którego miejscu obecnie znajdują się tereny zielone (Jardin des Halles) i centrum handlowo-rozrywkowe Forum des Halles połączone ze stacją metra i RER Châtelet - Les Halles.

## Historia
W 1183 r. z rozkazu króla Filipa II Augusta tradycyjne targowisko miejskie na Place de Grève zostało przeniesione na teren dzielnicy św. Dionizego, a na potrzeby kupców zbudowano dwa pierwsze drewniane zadaszone obiekty. Ich kształt stał się inspiracją dla nadania miastu początkowo potocznej, następnie oficjalnej nazwy Les Halles (pol. 'hale'). Filip August był zainteresowany rozwojem znaczenia Paryża i osobiście nadzorował prowadzony w tym czasie w halach handel produktami spożywczymi oraz winem. Z czasem asortyment uległ istotnemu powiększeniu i można było tam nabyć również wyroby odzieżowe, buty, tkaniny i inne artykuły codziennego użytku. Dzielnica przeżywała gwałtowny rozwój, gdyż kupcy i wytwórcy towarów przenosili się w najbliższe sąsiedztwo targu i tam budowali domy. Wieki XV i XVI to kolejna wielka rozbudowa Les Halles. Znalazły one nowego królewskiego protektora w osobie Franciszka I, który nakazał wyburzenie części zniszczonych drewnianych obiektów i budowę nowych, murowanych oraz ich nowe rozplanowanie. Kolejne rozbudowy szybko rosnących hal miały miejsce w roku 1736 oraz w 1789 w przededniu rewolucji, gdy dawny Cmentarz Niewiniątek został zniszczony, a pozostały po nim plac zaadaptowany na handel owocami.
Rola Les Halles jako najpopularniejszego miejskiego targowiska była bezdyskusyjna, jednak równocześnie dzielnica Les Halles zaczęła cieszyć się fatalną sławą – była gęsto zaludniona przez miejską biedotę, często wybuchały na jej terenie epidemie, w tym wielka epidemia cholery z 1832. Z tego powodu zarówno w czasie Wielkiej Rewolucji Francuskiej, jak i za czasów Napoleona Bonapartego istniały plany ich przebudowy lub przeniesienia na peryferie miasta. Nie zostały one jednak zrealizowane. W czasach restauracji Burbonów 1815–1830 oraz w epoce monarchii lipcowej dzielnica Les Halles była areną wzmożonej aktywności radykalnych grup politycznych, które starały się zwerbować mieszkających tam robotników i drobnych handlarzy do walki z monarchią. Na ulicach dzielnicy wznoszone były barykady w czasie kolejnych powstań w 1832, 1834, 1839 i 1848. Władze Paryża, zaniepokojone problemem, jaki stanowiły pod względem społecznym Les Halles, w 1842 r. powołały Komisję ds. Les Halles, która miała opracować projekt rozwiązania ich kwestii. Ostatecznie skończyło się na rozpisaniu nowego konkursu na przebudowę obiektu, który wygrał Victor Baltard i jego projekt zespołu pawilonów ze szkła i stali. Baltard zrealizował swój projekt w czasach II Cesarstwa, jedynie dwa ostatnie pawilony były jeszcze w budowie do 1936 r.
W 1971 r., mimo ostrych kontrowersji społecznych, stare Les Halles zostały wyburzone (po uprzedniej decyzji przeniesienia targowiska za rogatkę Villette), a na ich miejscu wzniesiono nowoczesny kompleks nazwany Forum des Halles (otwarty w 1979). Stał się on jednym z większych i częściej odwiedzanych paryskich centrów usługowo-handlowych, z multipleksem, sklepami oraz krytym basenem. Zadbano również o dekorację w postaci futurystycznych i abstrakcyjnych rzeźb. Mimo tego obiekt ten – w odróżnieniu od Opéra Bastille czy szklanej piramidy w Luwrze, których powstanie także budziło kontrowersje – nie zyskał sobie szerszej sympatii mieszkańców miasta i krytyków sztuki. Mimo licznych inwestycji nie udało się też zmienić kiepskiej reputacji hal, które nadal nie są miejscem bezpiecznym, ulubionym przez prostytutki i handlarzy narkotyków. W 2007 r. architekci Patrick Berger i Jacques Anziutti przedstawili radzie Paryża projekt kolejnej przebudowy Les Halles. Prace trwają od 2010 r.

## W literaturze
- Literacki opis dzielnicy Les Halles pozostawił Victor Hugo w Nędznikach. W powieści tej opisane zostało powstanie republikanów w Paryżu w 1832, w czasie którego walki toczyły się m.in. na jej terenie.
- Inny literacki opis, tym razem naturalistyczny, dał Émile Zola w powieści Brzuch Paryża, który to tytuł odnosi się właśnie do Les Halles.
- W Les Halles rozgrywa się część akcji powieści Patricka Süskinda Pachnidło.
- Częstym bywalcem Les Halles jest Komisarz Maigret, główny bohater cyklu powieści Georges’a Simenona - przychodzi na zupę cebulową